# Ra-ngae (huyện)
Ra-ngae (tiếng Thái: ระแงะ) là một huyện (amphoe) ở trung tâm của tỉnh Narathiwat, phía nam Thái Lan.

## Lịch sử
Mueang Ra-ngae đã được phó vương Boworn Maha Surasinghanat. chia ra từ Pattani trong thời kỳ trị vì của vua Rama I. Năm 1906, khi vua Chulalongkorn lập Monthon Pattani, Mueang Ra-ngae đã là một trong những thành phố vệ tinh của monthon.

## Địa lý
Các huyện giáp ranh (từ phía bắc theo chiều kim đồng hồ) là Yi-ngo, Mueang Narathiwat, Cho-airong, Su-ngai Padi, Sukhirin, Chanae, Si Sakhon, và Rueso.
Vườn quốc gia Namtok Sipo nằm ở Ra-ngae.

## Hành chính
Huyện này được chia thành 7 phó huyện (tambon), các đơn vị này lại được chia ra thành 60 làng (muban). Tanyong Mat và Ma Rue Bo Tok là thị trấn (thesaban tambon) nằm trên tambon cùng tên. 
| STT | Tên          | Tên tiếng Thái | Số làng | Dân số |  |
| --- | ------------ | -------------- | ------- | ------ |  |
| 1.  | Tanyong Mat  | ตันหยงมัส        | 12      | 18.726 |  |
| 2.  | Tanyong Limo | ตันหยงลิมอ       | 8       | 7.657  |  |
| 6.  | Bo-ngo       | บองอ           | 10      | 14.009 |  |
| 7.  | Kalisa       | กาลิซา          | 6       | 12.765 |  |
| 8.  | Ba-ngo Sato  | บาโงสะโต       | 8       | 9.549  |  |
| 9.  | Chaloem      | เฉลิม           | 7       | 9.924  |  |
| 10. | Marue Botok  | มะรือโบตก       | 9       | 11.629 |  |

Các con số mất là the tambon nay tạo thành huyện Cho-airong.